# Stygnopsis robusta
Stygnopsis robusta is een hooiwagen uit de familie Stygnopsidae.